# Митки
Ми́тки — село в Україні, у Барській міській громаді Жмеринського району Вінницької області.

## Історія
У часі другого голодомору у 1932–1933 роках, проведеного радянською владою, загинуло 5 осіб.
12 червня 2020 року, відповідно до Розпорядження Кабінету Міністрів України № 707-р «Про визначення адміністративних центрів та затвердження територій територіальних громад Вінницької області», увійшло до складу Барської міської громади.
19 липня 2020 року, в результаті адміністративно-територіальної реформи та ліквідації Барського району, село увійшло до складу Жмеринського району.

## Транспорт
Поблизу проходить залізниця Жмеринка-Могилів-Подільський. На станції Митки і зупинці Киянівка зупиняється дві пари приміських поїздів.

## Пам'ятки
Садиба адмірала Чихачова (друга половина XIX ст.). Микола Чихачов — адмірал російського морського флоту, керуючий морським міністерством, член Державної ради. Маєток в Митках отримав у 1860-х роках.
До Другої світової війни в маєтку розміщувалася школа, згодом — шпиталь. Після війни була спроба розібрати будинок. На даний час, станом на 25.06.2016 року у ньому розміщена загальноосвітня школа.
Також у селі є пам'ятник 119 воїнам-односельчанам, загиблим на фронтах Другої світової війни, споруджений 1967 року. Пам'ятка розташована біля медпункту.
Поблизу села є поселення передскіфського періоду, що походить з VIII—VII ст. до н. е.

## Уродженці
- Ванденко Леонід Степанович — український радянський діяч.
- Вашеняк Віталій Петрович (1981—2014) — майор медичної служби Збройних сил України, учасник російсько-української війни.[6]
- Латишев Олег Анатолійович (1981—2022) — молодший сержант ЗСУ, учасник російсько-української війни.[7]